# China Merchants Group
China Merchants Group est une entreprise chinoise, plus précisément un conglomérat d'entreprises chinoises.
Elle a des participations dans de nombreuses sociétés, la plupart désignées par le radical « China Merchants » (CM). Elle couvre trois secteurs principaux : le secteur maritime, la finance et l'immobilier.
| Entreprise                 | Participation | Secteur                       |
| -------------------------- | ------------- | ----------------------------- |
| CM International           | 57 %          | Logistique portuaire          |
| Shekou Zone                | 100 %         | Immobilier                    |
| CM logistics               | 100 %         | Logistique                    |
| CM Energy Shipping         | 54 %          | Transport maritime            |
| HK Ming Wah                | 100 %         | Transport maritime            |
| Hua Jiang Center           | 100 %         | Immobilier                    |
| CM Finance                 | 100 %         | Finance                       |
| Zhangzhou Zone             | 72 %          | Immobilier                    |
| CM Industry                | 100 %         | Industrie                     |
| Hoi Tung                   | 100 %         | Construction navale           |
| CCRDI                      | 100 %         | Bureau d'études industrielles |
| CIESCO                     | 100 %         | Négoce                        |
| CM Bank                    | 17 %          | Finance                       |
| China Merchants Securities | 51 %          | Finance                       |

- Site officiel en anglais